# Агрегат (в технике)
Агрега́т (от лат. aggrego — присоединяю) — совокупность механизмов. Агрегаты создают, как правило, для решения какой-либо одной задачи. Хотя иногда агрегатом называют несколько машин, работающих вместе, например машинно-тракторный агрегат.
Агрегат (в кораблестроении) — это соединение, состоящее из механизмов, аппаратов, арматуры и приборов (трубопроводов), скомпонованных по функциональному признаку (МТА). Агрегаты обладают полной взаимозаменяемостью.

## Классификация
Агрегаты классифицируют по их конструкционной реализации и выполняемым операциям:
1. Унифицированный узел механизма, выполняющий определённые функции.
2. Несколько машин, работающих в комплексе. Процесс соединения агрегатов в машину или машин в агрегат называется агрегатированием.
3. Совокупность элементов, образующих систему или её часть.

## Функционалы агрегатов на примерах
Трубопрокатный агрегат, трубопрокатный стан — система прокатных станов и других машин, служащих для выполнения всего технологического процесса производства металлических цельнокатаных (бесшовных) труб, начиная от транспортирования исходной продукции со склада и кончая контролем качества труб и отправкой их потребителю.
Основные операции, выполняемые трубопрокатным агрегатом — нагрев исходной продукции (слитков или круглой заготовки), прошивка, обычно на прошивном прокатном стане с образованием в центре продольного круглого отверстия, дальнейшая раскатка полученной гильзы на удлинительном стане (с целью увеличения её длины и уменьшения толщины стенки), калибровка, правка, обрезка концов и контроль качества готовой продукции. Все машины, выполняющие эти операции, связаны между собой транспортными механизмами, обеспечивающими полную автоматизацию и поточность производства.
Сталеплавильный агрегат непрерывного действия, САНД — общее название различных по конструкции агрегатов, предназначенных для выплавки стали и работающих в стационарном режиме. При непрерывной дозированной подаче в агрегат шихтовых материалов (жидкого чугуна, стального лома, металлизованных окатышей, твёрдых окислителей и флюсов) и газообразного кислорода для окисления примесей металла выпуск готовой стали тоже производится непрерывно. По конструкции и принципу работы различают САНД реакторного (конвертерного) типа, струйные, желобные, ванные; по числу обособленных стадий — одно-, двух- и многостадийные; по виду потребляемой энергии — с газовым отоплением, электропечные и чисто кислородные (без дополнительного отопления). По сравнению с агрегатами периодического действия САНД будет обладать рядом существенных преимуществ: более высокой производительностью, меньшей удельной капиталоёмкостью, высокой стабильностью качества получаемой стали, лёгкостью регулирования технологического процесса.
Насосный агрегат — совокупность устройств, состоящая обычно из насоса, двигателя и передачи. Насосные агрегаты бывают стационарные, устанавливаемые на фундаменте, в скважине и других местах, и передвижные, смонтированные на ходовой тележке, шасси и тому подобные.

### Самоходные агрегаты
Виноградниковый навесной агрегат — машина для вывозки из междурядий и погрузки в транспортные средства технических сортов винограда, сгребания и удаления обрезков лозы с межклеточных дорог.
Самоходный формующий агрегат — машина для формования железобетонных изделий на дорожках стендов безопалубочного формования.